# Jacques-Donatien Le Ray de Chaumont
Pour les articles homonymes, voir Le Ray (homonymie).
Jacques-Donatien Le Ray, seigneur de Chaumont, sieur de la Clartais, né le 1er septembre 1725 à Nantes et mort le  22 février 1803 à Chaumont-sur-Loire, est un financier et entrepreneur français, essentiellement connu pour son soutien à la Révolution américaine.

## Biographie

### Origines
Le chevalier Jacques-Donatien Le Ray est le fils de René François Le Ray de La Clartais, négociant-armateur, juge-consul et échevin de Nantes, conseiller-secrétaire du roi, et de Françoise Bouvet. Son père est le cousin germain du maire de Nantes René Le Ray. Lui-même négociant, il fait fortune dans cette branche et devient l’un des financiers les plus riches et les plus puissants de France.

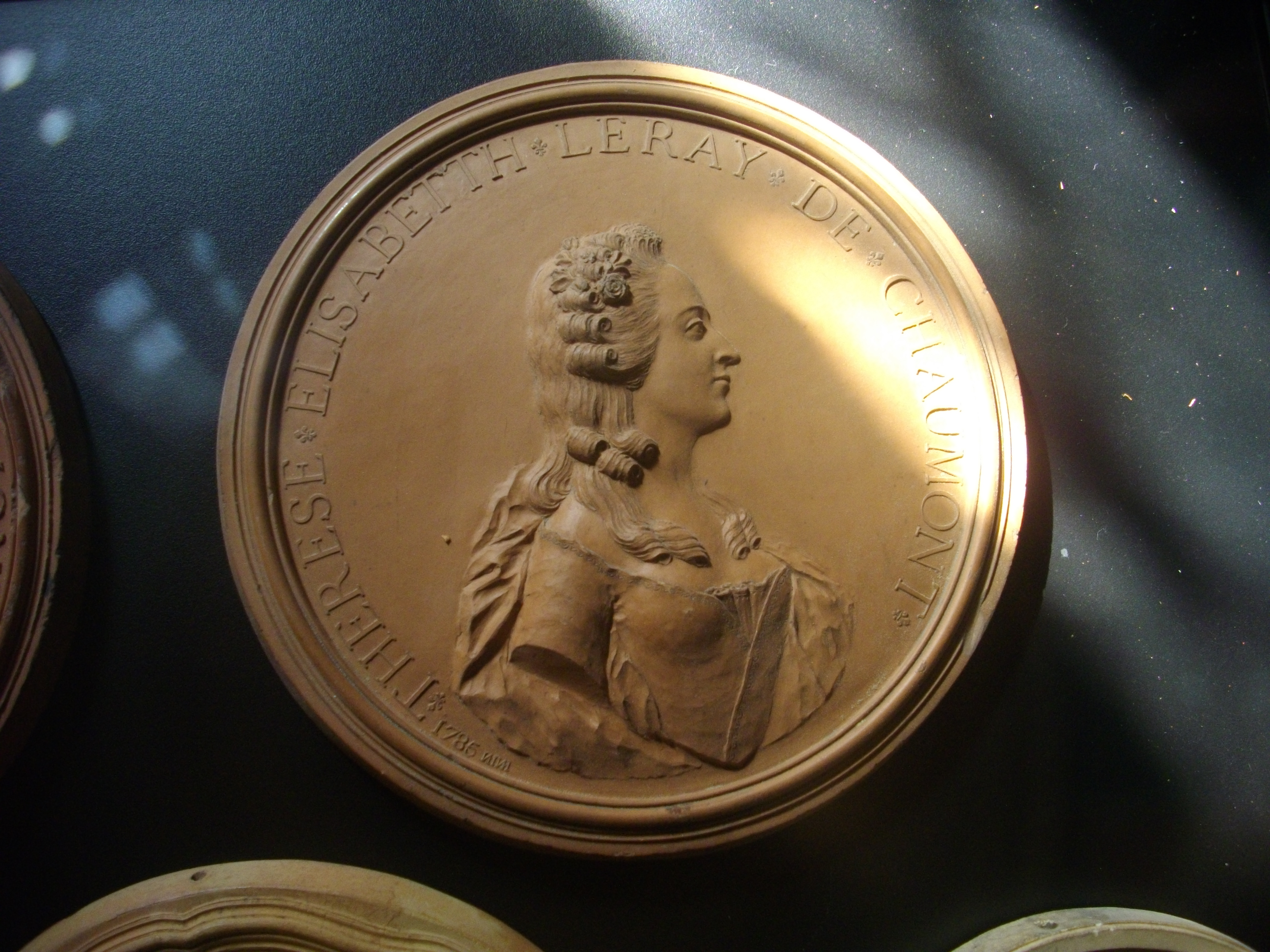
Portrait de son épouse Thérèse Jogues (1732–1819).

Marié en 1750 à Marie-Thérèse Jogues, dame des Ormeaux, d'une famille de la bourgeoise d'Orléans, parente de saint Isaac Jogues. La même année, il achète la terre de Chaumont, qu’il conservera pendant un demi-siècle, et comprenant le château de Chaumont-sur-Loire, dont il fait sa résidence, qu’il aimait beaucoup et où il se plaisait à se mêler aux fêtes populaires. En 1772, il y établira  une manufacture de cristaux et de céramique utilitaire, dont la direction est confiée par contrat au sculpteur italien Jean-Baptiste Nini. Outre la seigneurie de Chaumont, il possédait celles de Rilly, Veuves, Vallère, Meuves, l’Herpinière et autres lieux. De 1754 à 1763, il occupe la charge de grand maitre enquêteur et général réformateur des Eaux et Forêts au département de Blois, Berry, Haut et Bas Vendômois, de 1754 à 1763, puis en 1770, intendant de l’hôtel des Invalides.
Comme régisseur des blés du roi, son nom est mêlé, en mai 1775, au scandale de la guerre des farines, par l’entremise de son prête-nom, Daniel Doumerc.

### Guerre d'indépendance des États-Unis
Après la déclaration d'indépendance des colonies américaines de la Grande-Bretagne le 4 juillet 1776, il joue, en tant que sympathisant de la cause de l’indépendance américaine, un rôle déterminant. C’est notamment lui qui a fourni, à titre gracieux, pendant neuf ans, à Benjamin Franklin, ministre plénipotentiaire envoyé en France par le Congrès américain, en décembre 1776, dans le but d’obtenir l'aide de la France aux États-Unis, le petit hôtel de Valentinois avec tout son personnel, du 9 rue de l'Annonciation à Passy. Les visiteurs, gazetiers, officiers, même des maréchaux de France (Maillebois, de Broglie) afflueront en nombre dans cette première ambassade américaine officieuse en sol étranger. Benjamin Franklin, John Adams, Silas Deane, Vergennes et  Sartine seront au nombre des interlocuteurs privilégiés, dont il favorisera ses rencontres. Son aide matérielle sera à la Révolution américaine sera décisive, finançant massivement avec son argent personnel l'achat d'armes, des approvisionnements et de l'habillement pour les forces armées américaines naissantes. Le Ray a été invité par le gouvernement américain à prendre en charge l'équipement et la gestion des flottes navales française et américaine combinées. Travaillant étroitement avec l'amiral Charles Henri d'Estaing, le commandant de la flotte française. Le soutien de Le Ray à la cause américaine ira jusqu'à convertir dans ses chantiers navals le navire marchand Duras en vaisseau de guerre américain donné au capitaine John Paul Jones, sous le nom de USS Bonhomme Richard. Quand les Britanniques envahissent les États-Unis, lors de la Guerre anglo-américaine de 1812, son fils et le gouvernement français aideront de nouveau les États-Unis,.

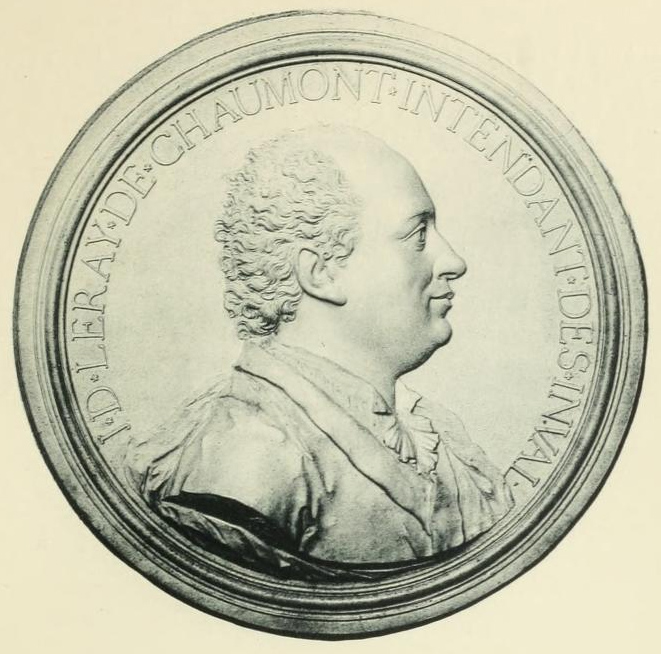
Portrait de Jacques-Donatien Le Ray de Chaumont (1771), terre-cuite de Jean-Baptiste Nini, Château de Chaumont-sur-Loire.

Une fois la guerre terminée avec le traité de 1783 signé à Paris, Le Ray a fait exécuter un portrait en médaillon de Benjamin Franklin par Jean-Baptiste Nini. C'est aujourd'hui, le profil le plus identifié de Franklin. Quand Franklin a été rappelé en Amérique en 1785, Le Ray l'a honoré d'un portrait peint par Joseph Siffrein Duplessis, accroché désormais dans la National Portrait Gallery du Smithsonian Institution à Washington.
Ses spéculations monétaires et immobilières aux États-Unis ont entrainé sa ruine, ce gouvernement ayant payé ses dettes en monnaie dévaluée. En outre, cinq de ses vaisseaux ont été capturés par les Anglais pendant la Révolution française. Son fils, Jacques Donatien Le Ray de Chaumont, dit « l'Américain » ou « Father of the North Country » s’est allé, en 1785, aux États-Unis, pour tenter de recouvrer les impayés de son père. Naturalisé citoyen américain, en 1789, par mariage avec Grace Coxe de Burlington, originaire du New Jersey, il a acquis une propriété dans le comté d'Otsego, dans l'État de New York, où il a construit la première scierie. Premier président et cofondateur de la Chambre d'agriculture de l'État de New York, il a recouvré une fraction de ce qui était dû à son père et, rentré en France, il a vendu, en 1823, la terre et le château de Chaumont, qui avaient été rendus à son père, au baron d’Etchégoyen:518. Les villes de Le Ray et Chaumont, toutes deux dans l'État de New York ont reçu son nom. Il est également le beau-père de François Véron Duverger de Forbonnais, qui a épousé sa fille en 1787, et du banquier Pierre Chassanis, ainsi que l'ancêtre d'Amédée de Gouvello et de Charles Le Ray de Chaumont.